# شهرستان گار
شهرستان گار (به تبتی: སྒར་རྫོང་།، نویسه‌گردانی «ویلی»: sgar rdzong، پین‌یین تبتی: Gar Zong)(به چینی: 噶尔县، به پین‌یین: Gá'ěr Xiàn) یک شهرستان در چین است که در ولایت نگاری واقع شده‌است.